# Armoiries de la Tasmanie
Les Armoiries de la Tasmanie est le symbole officiel de l'État et île Australienne de la Tasmanie. Elles ont été officiellement octroyées par George V en mai 1917. Le blason représente les symboles de l'industrie tasmanienne : une botte de blé, du houblon, un mouton et des pommes. Il est surmonté d'un lion de gueules qui figure également dans le sceau de l'État. Le blason est supporté par deux Thylacines (tigre de tasmanie) avec en bas la devise, Ubertas et Fidelitas, qui signifie en latin "Fertilité et Foi".